# Burg Üsenberg
Die Burg Üsenberg ist eine abgegangene Höhenburg auf dem 188 m ü. NN hohen Üsenberg bei der Stadt Breisach am Rhein im Landkreis Breisgau-Hochschwarzwald in Baden-Württemberg.

## Geschichte
Die Burg wurde von den Herren von Üsenberg im 11. Jahrhundert erbaut und gilt als deren namensgebende Stammburg. Durch ihre Lage unmittelbar nördlich der aufstrebenden Stadt Breisach musste sie den Bewohnern als latente Bedrohung gelten. Die Nachrichten über ihre Zerstörung sind unklar und widersprüchlich. Sie soll bereits in den 1240er-Jahren durch die Bürger von Breisach zerstört worden sein. Als Ersatz erhielten die Üsenberger die Burg Höhingen bei Achkarren. 1291 wird die Burg Üsenberg als Burgstall bezeichnet. 1320 verkauften die Üsenberger auch das Gelände, auf dem die Burg einstmals stand, an die Breisacher.
Von der ehemaligen Burganlage ist nichts erhalten.